# Milan Němec
Milan Němec (* 17. října 1974 Jihlava) je český divadelní herec. 
Po studiu herectví na Konzervatoři Brno vystudoval v roce 1998 muzikálové herectví na Divadelní fakultě Janáčkovy akademie múzických umění v Brně. Poté získal angažmá ve Východočeském divadle Pardubice. Od 1. listopadu 2007 – s výjimkou období let 2015–2018, kdy se vrátil do VČD Pardubice – je členem Městského divadla Brno.

## Role vMěstském divadle Brno
- Lazar – Marketa Lazarová
- Bill – Dokonalá svatba
- Macecha – Sněhurka a sedm trpaslíků
- Courfeyrac – Les Misérables (Bídníci)
- Daniel Boukal – Škola základ života (hudební komedie)
- Šek – Balada o lásce (Singoalla)
- Clyde – Čarodějky z Eastwicku
- Emanuel Schikaneder – Mozart!
- Hans Miklas – Mefisto
- García – Zorro
- Harry – Flashdance (muzikál)
- Robert/Oberon – Let snů LILI
- Jerry (Dafne) – Sugar! (Někdo to rád horké)
- Více rolí – Podivný případ se psem
- Salerio – Benátský kupec
- duch v nemocnici – DUCH
- Anton Zöllber – Mendel aneb Vzpoura hrášku
- Levin – Anna Karenina
- Amos Hart – Chicago
- Capitano – Tři v tom
- Hart – Očistec
- John Utterson – Jekyll a Hyde
- Vašnosta Brum – Kočky
- Georg Banks – Mary Poppins
- Rychtář Heřman – Devět křížů
- Ředitelka Trunchbullová – Matilda
- Kryštof, režisér – Hra, která se zvrtla
- Pierre – Otec